# Капітальні гірничі виробки
Капітальні гірничі виробки (рос. капитальные горные выработки, англ. permanent mine workings; нім. Ausrichtungsbaue, Hauptgrubenbaue) — виробки, що пройдені за рахунок капітальних вкладень і значаться на балансі основних фондів підприємства.
До капітальних гірничих виробок відносять всі розкривні виробки (траншеї, напівтраншеї, похилі, круті та вертикальні стовбури, штольні, квершлаґи), а також деякі основні підготовчі виробки (перші панельні бремсберґи на пластах, що розкриваються, магістральні штреки) і окремі камери.
До капітальних гірничих виробок відносять також виробки, які обслуговують всю шахту, крило, горизонт (поверх). До капітальних гірничих виробок належать колодязі дробарок, руддвори.
Капітальні гірничі виробки часто закріплюють посиленим кріпленням (бетон, бетоніт, тюбінги тощо), що забезпечує їх довготривалу експлуатацію.